# Евремович, Янко
Янко Евремович (серб. Јанко Јевремовић; род. 14 июля 2004, Кралево) — сербский футболист, полузащитник клуба «Партизан».

## Клубная карьера
Евремович — воспитанник клуба «Партизан». 12 марта 2023 года в матче против «Младости» он дебютировал в сербской Суперлиге. В начале 2024 года Евремович на правах аренды перешёл в «Колубару». 24 февраля в матче против «Раднички» он дебютировал в Первой лиге Сербии. 7 апреля в поединке против «Смедерево» Янко забил свой первый гол за «Колубару». По окончании аренды Евремович вернулся в «Партизан».